# 南伊朗阿魏
南伊朗阿魏是原產南伊朗的一種阿魏属植物。其根、莖分泌的膠脂為阿魏，但這種植物的阿魏僅出產於南伊朗原產地，尤其是拉爾一帶；原產地以外的阿魏來源於其它物種。
在其原產地以外（如東伊朗、中亞、阿富汗、巴基斯坦），其它產阿魏的物種常常被誤認為是南伊朗阿魏。 比如阿魏在《蘇聯植物誌》和《巴基斯坦植物誌》中就誤作南伊朗阿魏。
分佈於伊朗西部和西南部的假蒜臭阿魏和紅莖阿魏有時被認為和南伊朗阿魏是同一個物種。